# École nationale de la statistique et de l'analyse de l'information
L'École Nationale de la Statistique et de l'Analyse de l'Information (ENSAI) est l'une des 204 écoles d'ingénieurs françaises accréditées à délivrer un diplôme d'ingénieur. Située sur le campus de Ker Lann à Bruz près de Rennes. Elle offre une formation en science des données (data science) qui repose sur une triple compétence en mathématiques appliquées (statistique), en informatique (machine learning) et en économie.

## Histoire

### Création
En 1942, le contrôleur général René Carmille crée par arrêté l'École d'application du Service national des statistiques, le premier nom de ce qui deviendra plus tard l'ENSAE et l'ENSAI. Elle est d'abord dirigée pendant 20 ans par son fondateur, Eugène Morice, initialement professeur de mathématiques dans les lycées.
Cette nouvelle école vise à produire des cadres de haut niveau en statistique, en économie et en mécanographie, nécessaires à une nouvelle institution : le Service national des statistiques, qui deviendra plus tard l'Insee. Cette nouvelle institution fait passer les effectifs de la statistique administrative de la centaine à plusieurs milliers d'employés, ce qui justifie la création d'une école dédiée. La première promotion est formée de quatre élèves-administrateurs et leur scolarité ne dure qu'un an. Il n'y a pas encore d'élèves-attachés, les premiers sont accueillis 1943.
Dès 1946, les enseignements économiques sont d'ampleur comparable à ceux de statistique. C'est à cette époque que l'école prend le nom d’École d’application de l’Insee.
Vers la fin des années 1950, la deuxième division de l'école (qui deviendra l'ENSAI) forme les attachés, en un an, et ne recrute que peu d'élèves non fonctionnaires. Le décret du 2 novembre 1960 change à nouveau le nom de l'école en École nationale de la statistique et de l’administration économique (ENSAE). La scolarité des attachés passe à deux ans. En 1962, un centre de formation pour les économistes-statisticiens des pays en développement est créé au sein de l'école pour regrouper les enseignements reçus par les élèves venant de ces pays, déjà présents dans les années 1950.
Dans les années 1960 et une partie des années 1970, les professeurs sont à la fois des administrateurs de l'Insee et des professeurs d'autres grandes écoles ou d'universités comme Maurice Allais ou Pierre Bourdieu. À partir de 1970, les élèves peuvent choisir des options telles que des cours de démographie, d'économétrie et d'analyse factorielle.
Le décret du 2 novembre 1960 clarifie la position de l’école dans le champ académique, en la caractérisant clairement comme une grande école. La part des élèves destinés à l'administration a décru régulièrement, devenant minoritaire en 1987 pour la filière dédiée aux attachés.

### Division de l'ENSAE en deux écoles distinctes
En 1989, Jean-Claude Milleron, directeur de l'Insee, demande à deux enseignants de l'école un rapport et des propositions sur l'avenir de cette dernière. Le rapport conduit après trois ans de discussion et de travail administratif, au dédoublement, en juin 1994, de l'ENSAE en deux écoles distinctes. L'ENSAE continue de former les administrateurs de l’Insee, tandis que l'ENSAI forme les attachés statisticiens de l'Insee. Cette dernière s'oriente vers les diverses branches de la statistique, de la gestion des données, de l'ingénierie statistique et de l'informatique, tout en continuant à assurer une formation en économie et économétrie et forme alors ses élèves en 3 ans. L'ENSAI fait alors partie, avec l'ENSAE, du Groupe des écoles nationales d'économie et statistique (Genes) qui rassemble les activités d'enseignement et de recherche de l'Insee.
Elle est habilitée par la Commission des titres d'ingénieur en septembre 2020 à délivrer le diplôme d’ingénieur qui confère le grade de master, la première accréditation datant de 2002.
Entre 2016 et 2019, elle fait partie de l’Université Bretagne Loire et devient membre associée de l'Université de Rennes en depuis 2024.

### Identité visuelle

Variante du logo de l'ENSAI avant 2014
Logo de l'ENSAI depuis 2014

## Statuts
L’ENSAI est une école d’ingénieurs publique rattachée au Ministère de l’Économie et des Finances et placée sous la tutelle technique de l’Insee. Avec l’ENSAE Paris, elle est l’une des composantes du Groupe des écoles nationales d’économie et de statistique (GENES), établissement public à caractère scientifique, culturel et professionnel (EPCSCP).

## Enseignement et recherche
L'école forme à la modélisation statistique et au traitement de l'information, pour exercer la profession de data scientist, data engineer ou data analyst, sous statut civil ingénieur ou fonctionnaire (data scientist public).[réf. nécessaire] 
Elle affiche pour objectif de former à collecter, d'organiser, d'analyser et de modéliser ces informations pour aider à la prise de décision.

### Formations
L'école délivre un diplôme équivalent à bac + 5 après un cycle de trois ans. À l’issue de leur scolarité, les élèves ingénieurs obtiennent le diplôme d’ingénieur de l’ENSAI, habilité par la Commission des titres d’ingénieurs.
Six spécialisations sont proposées en troisième année allant de l’ingénierie statistique appliquée à l’industrie, à la biostatistique, à l’analyse des territoires et de la santé, au traitement informatique de grands volumes de données, au marketing ou à la gestion des risques et à l’ingénierie financière.
L’ENSAI propose également un Master international for Smart Data Science, centré sur le domaine du traitement de données massives et variées. Cette formation est dispensée totalement en anglais.
Les attachés statisticiens stagiaires de l’Insee suivent quant à eux une scolarité de deux ans qui leur ouvre les portes des métiers dans toute la Fonction Publique, en particulier l’Insee et les services statistiques ministériels. Leur formation est rémunérée environ 1 900 euros bruts par mois (en janvier 2023). Ils ont la possibilité d’obtenir, sous conditions, un master Science des données pour la décision publique grâce à un dispositif de formation continue intégrée ou décalée. Ce master bénéficie du label EMOS attribué par Eurostat.

### Activités de recherche
Le développement d'un pôle "recherche" au sein de l'école commence à être discuté dans les années 1970. Un projet qui voit le jour en 1988 sous le nom de Centre de recherche en économie et statistique (CREST). L’école héberge une partie du CREST, l'Unité Mixte de Recherche 9194, qui couvre notamment la totalité des champs des sciences économiques ainsi que celui des sciences de la décision et de la statistique. Dans son rapport d’évaluation de 2019, l’HCERES indique que le CREST figure dans les 5 unités de recherches françaises les plus visibles dans les classements bibliométriques en sciences économiques.
Depuis 2017, l'école est habilitée à co-délivrer des doctorats dans le cadre de l'école doctorale Matisse.

### Classements académiques
| Nom                 | Année | Rang |
| ------------------- | ----- | ---- |
| DAUR Rankings       | 2023  | 31 = |
| L’Étudiant          | 2024  | 127  |
| L’Usine Nouvelle    | 2024  | 58   |
| Le Figaro           | 2024  | 55   |
| Bienvenue en France | 2024  | 3*   |

### Relations extérieures
L'école dispose de 50 partenariats académiques dans 22 pays européens[réf. nécessaire].

## Campus

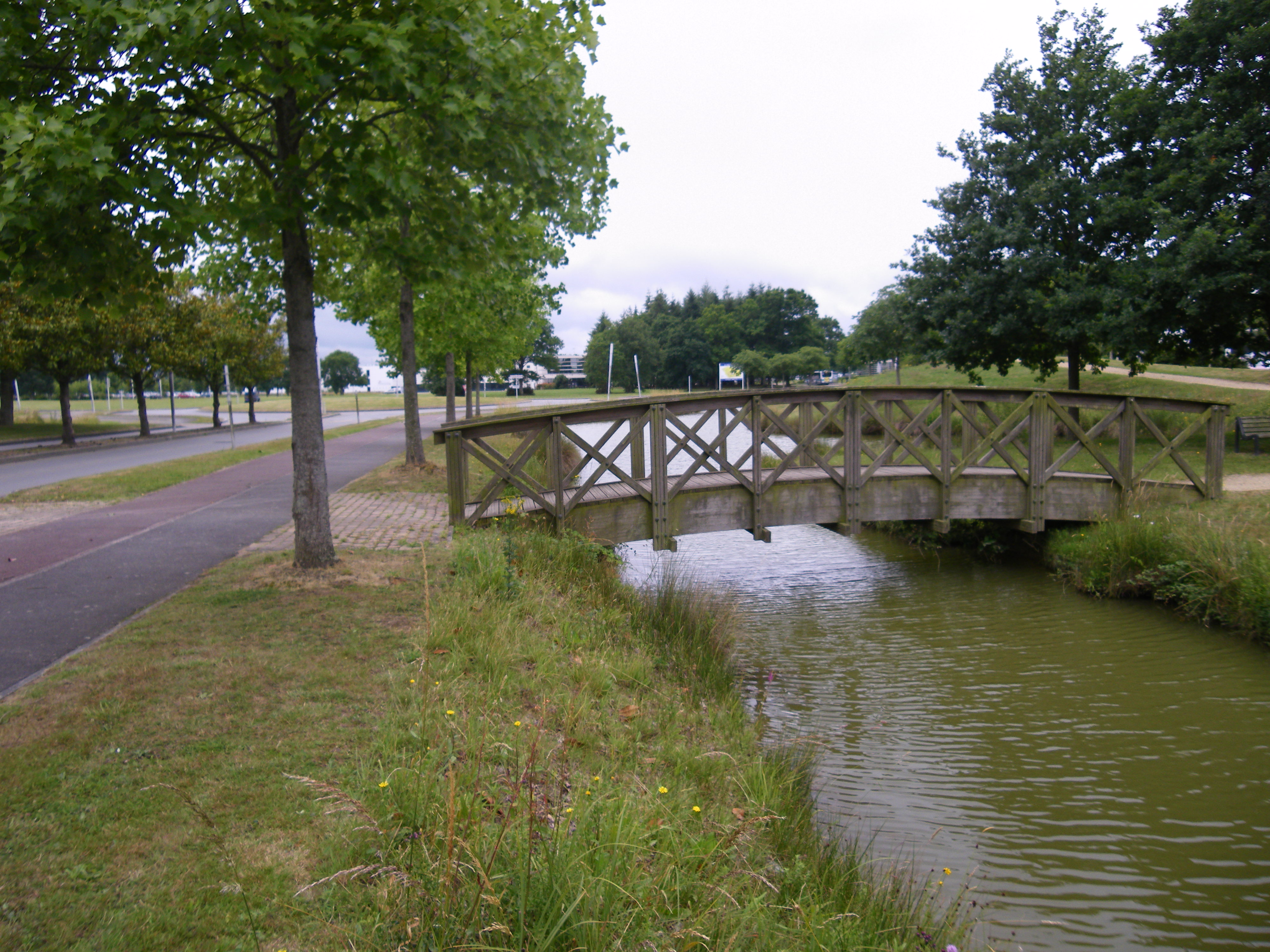
Campus de Ker Lann

Plan du campus de Ker Lann

L'école est située sur le campus de Ker Lann à Bruz au sud de Rennes depuis 1996. La campus s'étend sur 165 hectares, comprend 16 écoles et 55 entreprises.

## Élèves

### Admission
L'école recrute principalement des élèves issus de classes préparatoires scientifiques (sur concours, 80% des étudiants) et certains élèves issus de la filière universitaire (par admission sur titres, 20% des étudiants).
Le recrutement sur concours est proposé pour les filières mathématiques (programme de deuxième année de CPGE option MP, concours commun des instituts nationaux polytechniques CCINP), le concours économie et sciences sociales (programme des CPGE B/L) et le concours économie et gestion (programme des CPGE Cachan D2). Dans chacun de ces deux concours, il existe un recrutement ingénieur et attaché statisticien (élèves fonctionnaires). Le concours interne quant à lui permet à des fonctionnaires de devenir attachés de l'Insee.
Concernant l'admission sur titre, les élèves ayant fait un BUT Science des données, ou détenteurs d'une L3 de sciences économiques, MIASHS (Mathématiques et Informatique Appliquées aux Sciences Humaines et Sociales), mathématiques appliquées, peuvent demander à être admis en première année en tant qu'élèves ingénieurs. Les élèves détenteurs d'un bac+4 peuvent postuler pour une admission en première ou deuxième année en tant qu'élèves ingénieurs. Il existe également un double-diplôme avec l'INSA Rennes, permettant aux élèves de la spécialité "Mathématiques appliquées" de cette école d'être admis sur dossier en deuxième année du cursus ingénieur, et un double-diplôme avec l'ENSAE, Sciences Po Paris et l'Institut Agro Rennes Angers.

### Démographie et sociologie
L'école forme chaque année une centaine d'ingénieurs statisticiens data scientists pour les entreprises, et une cinquantaine de cadres statisticiens de la fonction publique. Vingt pour cent des étudiants sont étrangers. Trente huit pour cent des étudiants sont des femmes, et 40% sont boursiers, en 2019.

### Vie étudiante
La Société française de statistique (SFdS) récompense chaque année le groupe d'étudiants de 2e année choisi comme meilleur projet statistique. Les lauréats exposent leurs résultats au congrès annuel de la SFdS.

### Débouchés
Initialement, les débouchés étaient surtout dans le système statistique public, pour diminuer d'abord au profit des grandes entreprises publiques (années 1950 et 1960), puis du secteur industriel et commercial privé (années 1960 et 1970), et plus récemment, des services. Les 3 secteurs ayant recruté le plus de diplômés de l'ENSAI en 2023 sont la banque- assurance, les entreprises du numérique et le conseil et ingénierie multi-secteurs. L'école revendique que 92 % des postes sont trouvés moins de deux mois après l'obtention du diplôme.